# Jörg Lucke
Jörg Lucke (født 7. januar 1942 i Berlin) er en tysk tidligere roer og dobbelt olympisk guldvinder.

## Karriere

### Roning
Lucke begyndte sin karriere i toer uden styrmand og vandt sammen med Heinz-Jürgen Bothe det østtyske mesterskab i denne båd i 1963, 1965 og 1968. I begyndelsen af sin karriere vandt han også en VM-bronzemedalje for DDR i 1965 i otteren.
Han stillede op ved OL 1968 i Mexico City sammen med Bothe i toeren uden styrmand, men de blev blot nummer tre i indledende heat. De vandt dog sikkert deres opsamlingsheat og klarede sig derpå videre til finalen via en tredjeplads i semifinalen. Finalen blev et tæt løb mellem Lucke og Bothe samt amerikanerne Philip Johnson og Larry Hough og endte med, at østtyskerne sejrede med 0,15 sekund, og amerikanerne fik sølv, mens danske Peter Christiansen og Ib Larsen fik bronze.
I 1969 vandt han en EM-sølvmedalje i firer med styrmand, men fra 1971 kom han med i en toer med styrmand sammen med Wolfgang Gunkel og styrmand Klaus-Dieter Neubert, og denne besætning blev østtyske mestre og europamestre dette år.
Trioen var sammen med båden fra Tjekkoslovakiet favoritter ved OL 1972 i München, og den østtyske båd vandt da også planmæssigt det indledende heat og semifinalen. I finalen var de klart bedst og sejrede med et forspring på over to sekunder til tjekkerne, mens Rumænien vandt bronze.
Gunkel, Lucke og Neubert blev østtyske mestre i 1973 og 1974 samt europamestre i 1973, mens de vandt VM-sølv i 1974. I 1975 blev Neubert udskiftet med Bernd Fritsch som styrmand, og båden vandt igen det østtyske mesterskab dette år, fulgt op af VM-titlen. I alt vandt han ti østtyske mesterskaber i forskellige både mellem 1961 og 1975.

### Videre karriere
Lucke var udlært elektronikmekaniker og arbejdede efter sin aktive sportskarriere med dette fag. Desuden var han også fotograf og forretningsmand.

## OL-medaljer
- 1968:  Guld i toer uden styrmand
- 1972:  Guld i toer med styrmand